# Dimetylæter
Dimetylæter (dimethylether, DME, internationalt dimethyl ether) er et organisk stof med formlen CH3OCH3. Dimetylæter er den simpleste æter, det er en farveløs gas. Når dimetylæter forbrændes produceres kun lidt NOx og CO, selvom HC og soddannelsen er betydelig. DME kan blive et rent brændstof hvis det forbrændes i motorer optimeret til DME.

## Brændstof
DME er et lovende brændstof i dieselmotorer, benzinmotorer (30% DME / 70% LPG), og gasturbiner grundet DMEs høje cetantal, som er 55, sammenlignet med diesels, som er 40–53. 
Kun moderat ændring er nødvendig for at konvertere en dieselmotor til DME. DME simple carbonkæde resulterer ved forbrænding i meget lave udslip af NOx og CO. På grund af dette og grundet DMEs svovlfrihed opfylder brændstoffet selv de strengeste forureningsdirektiver i Europa (EURO5), USA (U.S. 2010) og Japan (2009 Japan).
DME bliver udviklet som et syntetisk biobrændstof (BioDME), som kan fremstilles fra lignocellulose biomasse og forgasning af andre biomasser .
I øjeblikket overvejer EU BioDME det i et potentielt biobrændstof mix i 2030,[kilde mangler] Volvo-gruppen er koordinatoren for det Europæiske projekt BioDME. 
og  Mobil anvender det i deres metanol til benzin-proces.  Illustrationen i linken illustrerer nogle af proceserne fra forskellige råmaterialer til DME.
I 2009 vandt et team af universitetsstuderende fra Danmark Urban Concept/Internal Combustion class ved European Shell Eco Marathon med et fartøj som kørte på 100% DME. Fartøjet kørte 589 km/liter brændstofækvivalent til benzin, med en 50 cm^3 2-takt motor som virkede efter Diesel-princippet. Udover at vinde, slog de også den gamle rekord på 306 km/liter, lavet af det samme team i 2007.

## Kølemiddel
Dimetylæter (DME) bliver mere og mere populært som et kølemiddel.

## Sikkerhed
I modsætning til andre ætere modstår DME autoxidation. Dimetylæter er forholdsvist ugiftigt, men det er meget brændfarligt.